# Graptopetalum pusillum
Graptopetalum pusillum és una espècie de planta suculenta del gènere Graptopetalum, de la família de les Crassulaceae. És l'espècie tipus dels Graptopelum.

## Descripció
És una planta suculenta perenne, que forma rosetes, amb la tija erecta o sovint decumbent, de fins a 10 cm de llarg.
Les rosetes són denses, de 3 a 4 cm de diàmetre.
Les fulles són carnoses, espatulades, lineals, agudes, de 2 a 4 cm de llarg, pàl·lides i una mica glauco-pruïnoses.
Inflorescències de tirs de poques flors, pedicels de 4 a 8 mm.
Les flors tenen forma d'estrella de 5 puntes, sèpals erectes, gairebé o completament lliures, lineals, aguts, de 2 a 3 mm, una mica glaucs, pètals de 8 a 10 mm, de color groguenc a crema, tub de 2 a 3 mm, lòbuls aguts, de 6 a 7 mm, amb unes poques taques o bandes vermelles.

## Distribució
Planta endèmica de l'estat de Durango, Mèxic.

## Taxonomia
Graptopetalum pusillum va ser descrita per Rose, Joseph Nelson i publicada a Contributions from the United States National Herbarium 13(9): 296, f. 55, pl. 52. 1911.

### Etimologia
Graptopetalum: nom genèric que deriva de les paraules gregues: γραπτός (graptos) per a "escrits", pintats i πέταλον (petalon) per a "pètals" on es refereix als generalment pètals tacats.
pusillum: epítet llatí que significa 'petit'.

### Sinonímia
- Sedum graptopetalum Berger